# Réaumont
Réaumont – miejscowość i gmina we Francji, w regionie Owernia-Rodan-Alpy, w departamencie Isère.
Według danych na rok 1990 gminę zamieszkiwały 634 osoby, a gęstość zaludnienia wynosiła 128 osób/km² (wśród 2880 gmin regionu Rodan-Alpy Réaumont plasuje się na 1035. miejscu pod względem liczby ludności, natomiast pod względem powierzchni na miejscu 1517.).